# Margno

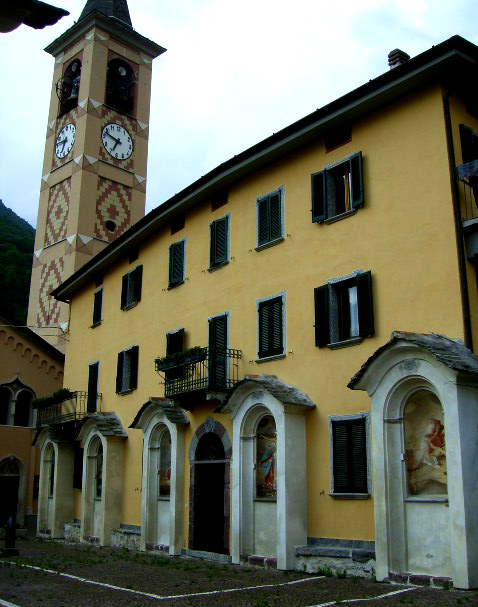
Pfarrkirche San Bartolomeo

Margno ist eine Gemeinde in der Provinz Lecco in der italienischen Region Lombardei mit 392 Einwohnern (Stand 31. Dezember 2023). 

## Geographie
Margno liegt etwa 20 km nördlich der Provinzhauptstadt Lecco und 70 km nördlich der Millionen-Metropole Mailand. Im Jahr 1971 hatte die Gemeinde Margno eine Fläche von 372 Hektar.
Die Nachbargemeinden sind Casargo, Crandola Valsassina und Taceno.

## Geschichte
Im Laufe des Jahres 1415 wurden die Bürgermeister und Prokuratoren der einzelnen Ländereien des Valsassina, darunter auch Margno, nach Mailand gerufen, um dem Herzog Filippo Maria Visconti die Treue zu schwören. Im Grundbuch des Herzogtums Mailand von 1558 und den nachfolgenden Aktualisierungen bis zum 17. Jahrhundert wird Margno unter den Ländereien des Valsassina aufgeführt.
In einem Prospekt aus dem Jahr 1572 (Terre Ducato di Milano, 1572), der alle Ländereien des Herzogtums Mailand und andere, die mit ihnen für die Salzstara besteuert wurden, umfasst, wird Margno mit Bagnala unter den infrascritte comuni des Valsassina genannt. Aus den vom Provinzbürgermeister Michel’Angelo Manzone im 18. Jahrhundert gesammelten Gewohnheitsregeln über die Regierung des Valsassina und aus den Antworten auf die 45 Fragen der königlichen Volkszählung von 1751 geht hervor, dass Margno in der Gruppe Chignolo eine der Gemeinden (oder Gemeinschaften, aber auch einfach als Land oder Ort bezeichnet) war, die der allgemeinen Gemeinschaft des Valsassina untergeordnet und unterworfen war. 
Nach der zeitweiligen Vereinigung der lombardischen Provinzen mit dem Königreich Sardinien wurde die Gemeinde Margno mit 372 Einwohnern, die von einem fünfzehnköpfigen Gemeinderat und einem zweiköpfigen Stadtrat verwaltet wird, gemäß der durch das Gesetz vom 23. Oktober 1859 festgelegten Gebietsaufteilung in den zweiten Bezirk von Introbio, Bezirk III von Lecco, Provinz Como, eingegliedert. Bei der Gründung des Königreichs Italien im Jahr 1861 hatte die Gemeinde 400 Einwohner (Volkszählung 1861). Nach dem Gemeindegesetz von 1865 wurde die Gemeinde von einem Bürgermeister, einer Junta und einem Rat verwaltet. Im Jahr 1867 wurde die Gemeinde in denselben Bezirk, Kreis und dieselbe Provinz eingegliedert (Verwaltungsbezirk 1867).
Im Jahr 1924 wurde die Gemeinde in den Bezirk Lecco der Provinz Como eingegliedert. Nach der Gemeindereform im Jahr 1926 wurde die Gemeinde von einem Podestà verwaltet. 1928 wurde der Gemeinde Margno die unterdrückte Gemeinde Crandola angegliedert, die 1957 wiederhergestellt wurde. Nach der Reform der Gemeindeordnung im Jahr 1946 wurde die Gemeinde Margno von einem Bürgermeister, einer Junta und einem Rat verwaltet.

## Bevölkerung
| Bevölkerungsentwicklung | Bevölkerungsentwicklung | Bevölkerungsentwicklung | Bevölkerungsentwicklung | Bevölkerungsentwicklung | Bevölkerungsentwicklung | Bevölkerungsentwicklung | Bevölkerungsentwicklung | Bevölkerungsentwicklung | Bevölkerungsentwicklung | Bevölkerungsentwicklung | Bevölkerungsentwicklung | Bevölkerungsentwicklung | Bevölkerungsentwicklung | Bevölkerungsentwicklung | Bevölkerungsentwicklung | Bevölkerungsentwicklung |
| ----------------------- | ----------------------- | ----------------------- | ----------------------- | ----------------------- | ----------------------- | ----------------------- | ----------------------- | ----------------------- | ----------------------- | ----------------------- | ----------------------- | ----------------------- | ----------------------- | ----------------------- | ----------------------- | ----------------------- |
| Jahr                    | 1861                    | 1871                    | 1881                    | 1901                    | 1911                    | 1921                    | 1931                    | 1951                    | 1961                    | 1971                    | 1981                    | 1991                    | 2001                    | 2011                    | 2022                    |                         |
| Einwohner               | 400                     | 400                     | 389                     | 300                     | 345                     | 371                     | 342                     | 317                     | 304                     | 322                     | 362                     | 354                     | 367                     | 375                     | 376                     |                         |
| Quelle: ISTAT           |                         |                         |                         |                         |                         |                         |                         |                         |                         |                         |                         |                         |                         |                         |                         |                         |

## Sehenswürdigkeiten
- Pfarrkirche San Bartolomeo